# Nuralagus
Nuralagus – rodzaj wymarłego ssaka z rodziny zającowatych, zamieszkujący w czasie od messynu do środkowego pliocenu Minorkę (Baleary). Ssak ten charakteryzował się szeregiem specyficznych cech nieznanych u innych zajęczaków.

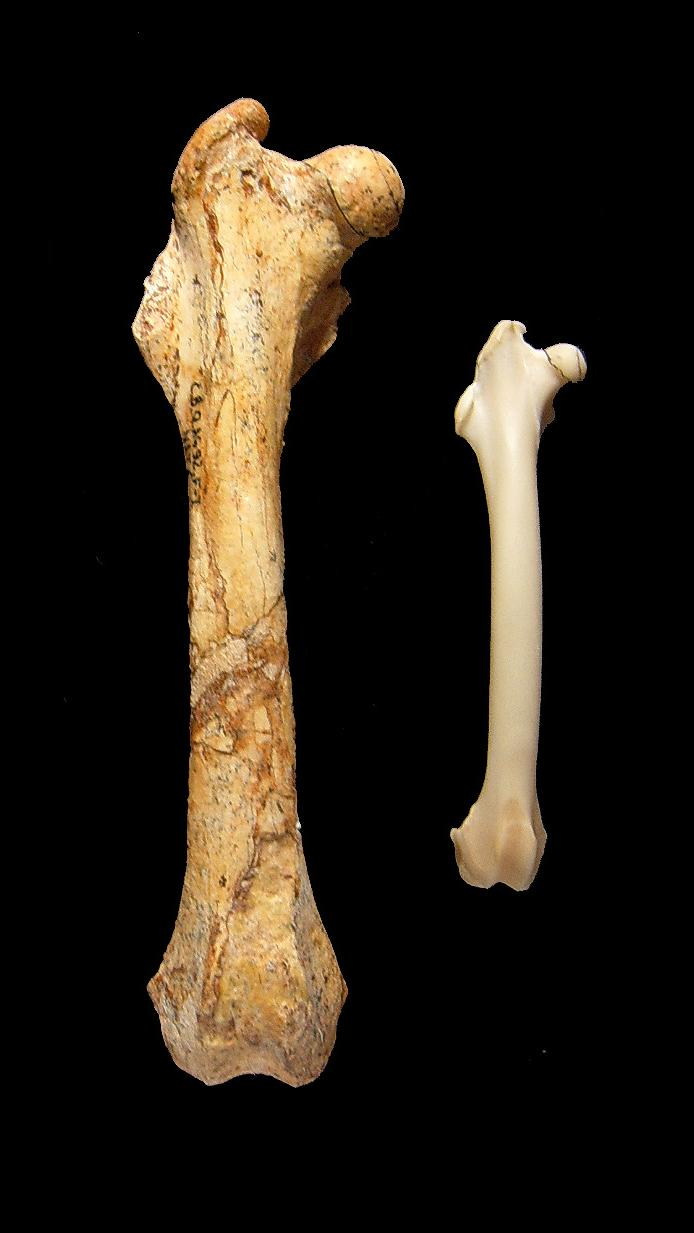
Kość udowa N. rex i kość udowa współczesnego królika europejskiego

## Historia odkrycia
Josep Quintana w wieku 19 lat odkrył na Minorce pierwszą kość należącą do wymarłego królika. Sądził wówczas, że są to elementy kośćca Cherirogaster gymnesica – olbrzymiego żółwia, który żył na tych terenach przed milionami lat. Ostatecznie Quintana, już jako paleontolog, pracownik Institut Català de Paleontologia, oraz jego współpracownicy Meike Köhlerb i Salvador Moyà-Solà opisali w 2011 roku na łamach Journal of Vertebrate Paleontology nowy gatunek, Nuralagus rex.

## Ewolucja
W okresie zwanym kryzysem messyńskim Morze Śródziemne prawie zupełnie odparowało, na skutek czego Baleary zostały połączone z kontynentem, dając możliwość migracji na Minorkę przodków Nuralagus. Gdy wody morza podniosły się do wcześniejszego poziomu, Minorka ponownie stała się wyspą, a króliki, które tam przywędrowały, zostały odcięte od reszty populacji. Na wyspie nie było wówczas drapieżników. Ze znanych naukowcom kręgowców w skład ówczesnej fauny wyspy wchodziły najprawdopodobniej tylko nietoperze Muscardinus cyclopeus, gryzoń z rodziny popielicowatych oraz olbrzymie żółwie. Zmiana środowiska spowodowała kolejne zmiany w budowie królika. Narządy, które były dotychczas niezbędne do wzmożonej czujności, uległy redukcji. Zmniejszyły się oczodoły, osłabła ostrość widzenia, najprawdopodobniej zmniejszyły się uszy. Długi i sprężysty kręgosłup uległ z czasem skróceniu i usztywnieniu. W konsekwencji królik utracił zdolność skakania. Tylne kończyny uległy redukcji. Zwierzę poruszało się powoli. Stawało się coraz masywniejsze. Zdaniem badaczy większość czasu spędzało na spokojnym przekopywaniu gruntu w poszukiwaniu korzeni i bulw zdatnych do jedzenia. Masa ciała N. rex przekraczała 12 kg (26,4 lb), czyli była około sześciokrotnie większa od masy współczesnych gatunków zającowatych, a dziesięciokrotnie większa od wymarłych kuzynów z kontynentu Alilepus sp. Do wyginięcia gatunku prawdopodobnie przyczyniło się ochłodzenie klimatu.